# Rusłan Aszybokow
Rusłan Sułtanowicz Aszybokow (ros. Руслан Султанович Ашибоков; ur. 22 lipca 1949 w Nalczyku, Kabardyno-Bałkarska ASRR, zm. 18 grudnia 2021) – rosyjski piłkarz, grający na pozycji obrońcy.

## Kariera piłkarska
Karierę piłkarską rozpoczął w 1968 w Spartaku Nalczyk. W 1974 przeszedł do Dynama Kijów, a rok później został piłkarzem Dnipra Dniepropietrowsk. Po dwóch latach gry w najwyższej lidze powrócił do Spartaku Nalczyk. W 1980 zakończył karierę piłkarską w wieku 31 lat.

## Sukcesy i odznaczenia

### Sukcesy klubowe
- mistrz ZSRR: 1974

### Sukcesy indywidualne
- nagrodzony tytułem Mistrza Sportu ZSRR: 1973